# Carlos Vives
Carlos Alberto Vives Delano (sinh ngày 7 tháng 8 năm 1961) là một ca sĩ, nhạc sĩ và diễn viên người Colombia.

## Tiểu sử
Carlos Vives sinh ngày 7 tháng 8 năm 1961 tại Santa Marta, Magdalena, Colombia. Ông sống 12 năm đầu đời tại đây.

## Sự nghiệp
Ngày 27 tháng 5 năm 2016, video "La Bicicleta" ông hợp tác với ca sĩ người Colombia Shakira đã được phát hành dưới dạng đĩa đơn. Video ca nhạc của bài hát được quay ở Colombia tại mỗi thành phố quê hương của họ. Bài hát ra mắt ở vị trí số một trên bảng xếp hạng US Latin Airplay của Billboard và vị trí thứ tư trên bảng xếp hạng US Hot Latin Songs.